# Сенягане
Сенягане е град, разположен на брега на старата река Брахмапутра в област Мейменсейн, Бангладеш. Той е административен център на окръг Сенягане и подокръг Сенягане Седер. Населението му е 142 764 души (2011).